# Mohamed Hamaki
Mohamed Ibrahim Mohamed El Hamaki (arabe : محمد إبراهيم محمد الحماقي), né le 4 novembre 1975 au Caire, est un chanteur, auteur-compositeur et acteur égyptien. En 2010, il remporte le prix du « Best Arabia Act » aux MTV Europe Music Awards et le Music Award en 2006, pour la chanson Ahla Haga Fiki. Il a été coach lors de la cinquième saison de The Voice Ahla Sawt en 2019.

## Jeunesse et carrière
Mohamed Hamaki est né le 4 novembre 1975 au Caire en Égypte. Le 3 juillet 2011, Hamaki a été transporté d'urgence à l'hôpital après avoir subi plusieurs crises cardiaques alors qu'il enregistrait pour son album, Mn Alby Baghany.
En septembre 2021, Hamaki a collaboré avec la société américaine Epic Games pour un concert dans le mode créatif du jeu vidéo populaire Fortnite. Lors de ce concert, plusieurs de ses chansons ont pu être entendues. De plus, sa chanson Leilet El Omr a été créée lors du même concert, avec laquelle une émoticône contenant une partie de cette chanson a été mise en vente dans la boutique d'objets du jeu.

## Vie personnelle
Le 7 décembre 2011, Hamaki a épousé Nahla El Hagry. Ils ont ensuite divorcé en 2014. En avril 2016, deux ans après leur divorce, Hamaki et Nahla se sont réconciliés et se sont remariés. Hamaki a annoncé que sa femme avait donné naissance à une fille le 6 juin 2017 qu'il a nommée Fatma.

## Discographie
- 2003 : Khallina Neysh
- 2005 : Ya Ana Ya Enta
- 2006 : Kheles El Kalam
- 2007 : Bahebak Kol Youm Aktar
- 2008 : Naweeha
- 2010 : Haga Mosh Tabeaya
- 2012 : Mn Alby Baghany
- 2015 : Omro Ma Yegheeb
- 2019 : Kol Youm Men Dah
- 2021 : Ya Fatenny
- 2024 : Howa El Asas